# Ninox randi
El nínox de Rand o nínox chocolate (Ninox randi) es una especie de ave estrigiforme de la familia Strigidae endémica de Filipinas. Anteriormente se consideraba una subespecie del ninox pardo (Ninox scutulata).

## Descripción
Este búho mide entre 27 y 33 cm de largo. Su plumaje es principalmente de color pardo oscuro, con veteado blanco en las partes inferiores. El iris de sus ojos es amarillo.

## Distribución
Se encuentra en la mayoría de las islas principales de Filipinas excepto Palawan.